# ルートヴィヒ・マクシミリアン大学ミュンヘン
ルートヴィヒ・マクシミリアン大学ミュンヘン（ルートヴィヒ・マクシミリアンだいがくミュンヘン、ドイツ語: Ludwig-Maximilians-Universität München、ラテン語: Universitas Ludovico-Maximilianea Monacensis、略称: LMU München）は、ドイツ・バイエルン州の州都ミュンヘンにある総合大学である。1472年に設置された。通称、ミュンヘン大学。2019年のTHE世界大学ランキングにおいて32位にランクインした、ドイツ、そしてヨーロッパを代表する名門大学の１つである。また「人文科学部門」で16位（国内1位）、「物理科学部門」で23位（国内1位）、「教育部門」で36位（国内1位）、「医学部門」で40位（国内2位）に位置している。

## 歴史

### 沿革
1472年に下バイエルン＝ランツフート公ルートヴィヒ9世によってインゴルシュタットにインゴルシュタット大学として創設されたが、北のプロテスタント系ライプツィヒ大学と対立して長らくイエズス会の支配下におかれ、ナポレオン戦争の後の1826年にバイエルン王ルートヴィヒ1世によってミュンヘンに移転再創設された。このとき、現在の名であるミュンヘン大学（Ludwig-Maximilians-Universität München）となった。ドイツ国内では、継続する大学のうち6番目に古く、世界でも最も古い大学に数えられる。

### 白バラ抵抗運動
ナチ時代には、反ナチ抵抗運動である「白バラ」の拠点となった。白バラは、ミュンヘン大学の学生で構成されており、ハンス・ショルとその妹ゾフィー・ショルを筆頭に、他にもクリストフ・プロープスト、ヴィリー・グラーフ、アレクサンダー・シュモレルの3人の学生、およびクルト・フーバー教授らが活動に参加していた。

## 基礎データ

### 所在地
大学は南ドイツのバイエルン州の州都であるミュンヘンに位置する。
ミュンヘンは科学や研究の先進地で、1901年にノーベル物理学賞を受賞したヴィルヘルム・レントゲン（1900-1920年までミュンヘン大学に在籍）から2005年のテオドール・ヘンシュ（ミュンヘン大学教授）のノーベル物理学賞の受賞まで100年以上の長い研究地としての歴史がある。また、ルートヴィヒ4世の時代から既に精神的な中心地としてパドヴァのマルシリウスやオッカムのウィリアムなどの哲学者は王室の庇護の下にあった。
マックス・プランク研究所関連の研究機関がミュンヘンには多く立地している他、フラウンホーファー協会など他の研究機関も様々なものが立地している。
街については「ミュンヘン」を参照。
最寄り駅
・大学駅 (U3/U6)

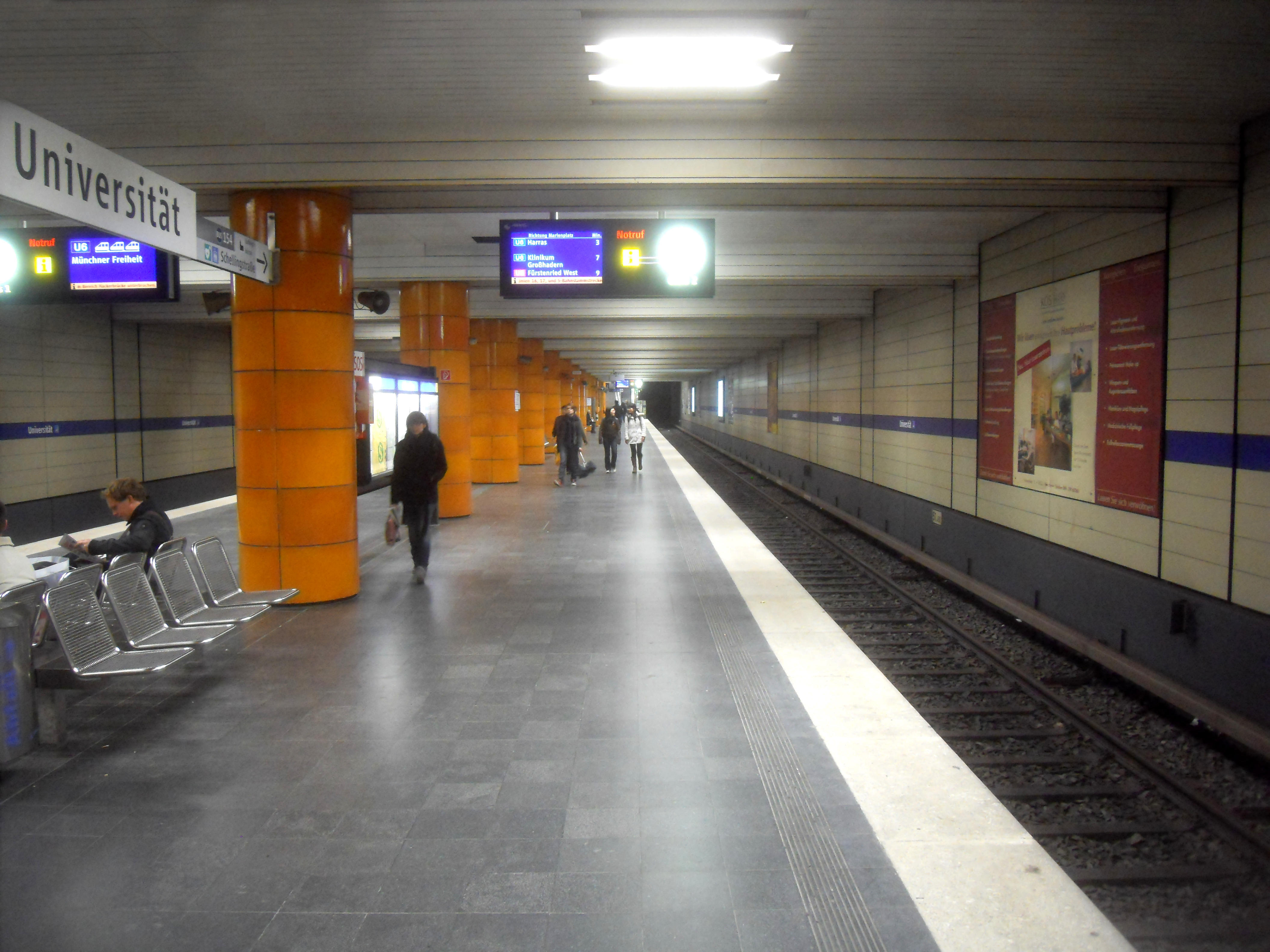
U-Bahnhof Universität (地下鉄大学駅)

ミュンヘン地下鉄3号・6号線に大学(Universität)という名の駅がある。これはミュンヘン大学本館の前に位置する駅である。

### キャンパス

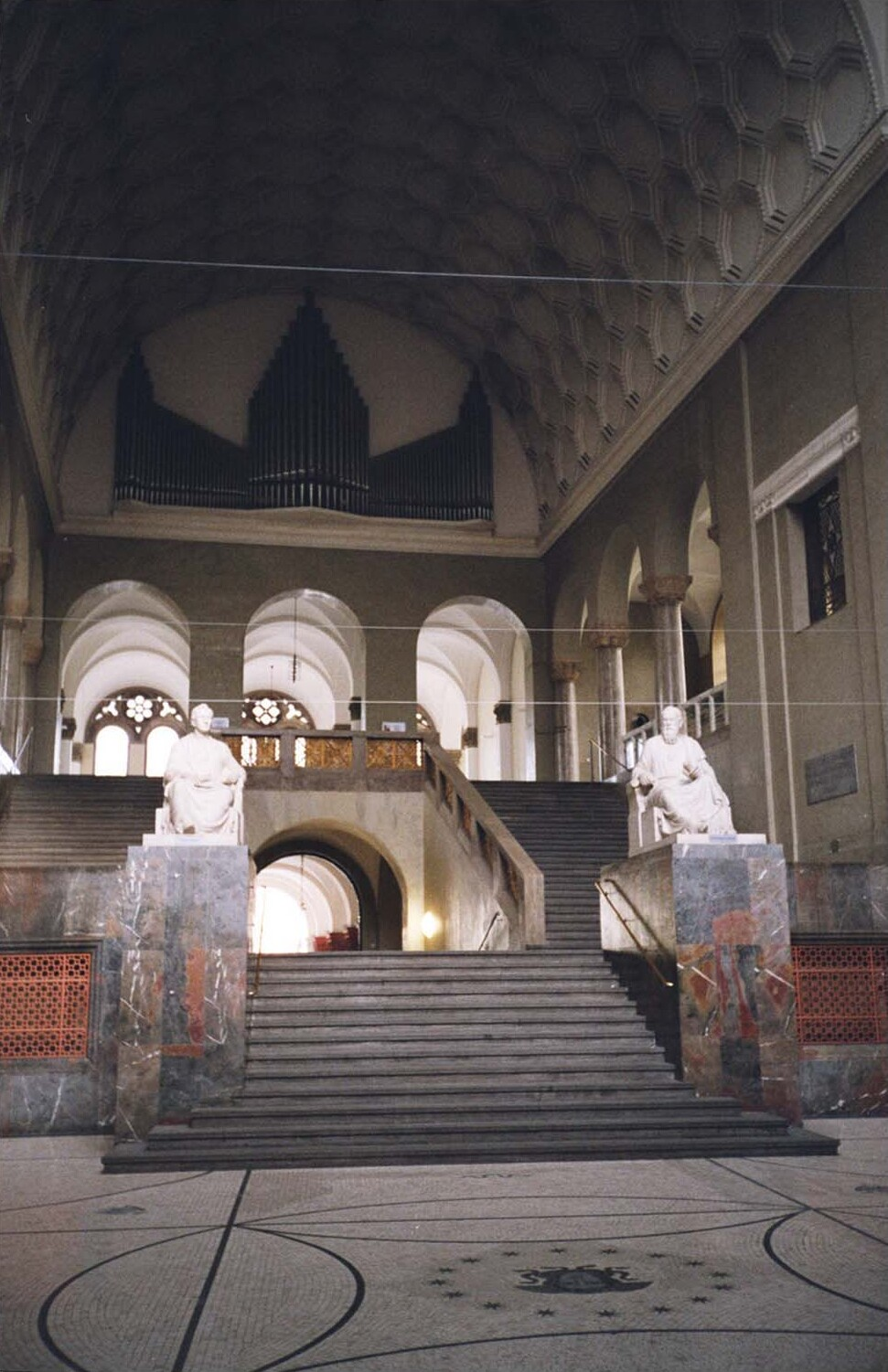
メインホール

ミュンヘン大学は、キャンパスを持たない大学都市型のスタイルを採っているため、学科や大学施設などは街の至るところに点在している。しかし、大学施設が集まった地区があり、塀によって区切られたキャンパスは見られないものの、そこを便宜上キャンパスと呼ぶことができる。
市街地キャンパス（Innenstadtcampus）

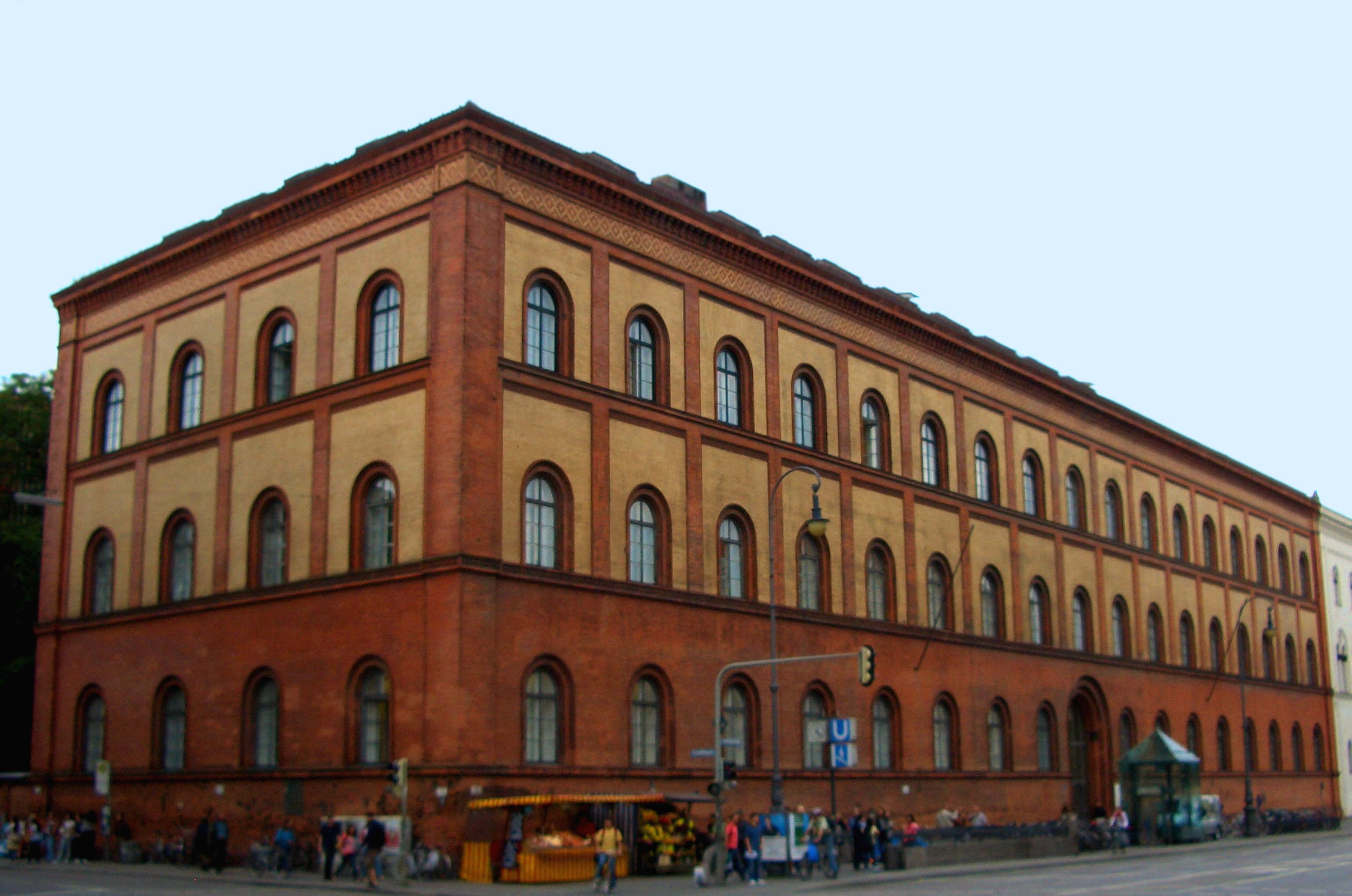
大学中央図書館

ミュンヘンの中心（シュヴァービング地区）にある位置し、ミュンヘン大学の歴史的な本館がある。主に、社会科学と人文科学が収容されている。 本館の南棟には大学図書館があり、その所蔵には他の13の場所と合わせて470万冊以上の蔵書が含まれている。 バイエルン州立図書館のほか、多くの重要な博物館やアーカイブにも近接している。 これにより、研究と教育に最適なインフラが確保されている。 キャンパス周辺の駐車場は非常に限られているため、アクセスは公共交通機関（バス・地下鉄・トラム）の利用が勧められている。
ハイテクキャンパス（HighTechCampus Großhadern/Martinsried）
自然科学と生命科学のほとんどは、グロースハーデン・マーティン通りにあるハイテクキャンパスに集中している。 マックス・プランク研究所およびミュンヘン・ヘルムホルツ・センターに近接しているため、革新的な基礎研究をネットワーク化することができる。 IZBインキュベーターとBioMAGにより、優れた研究結果のアプリケーション指向技術への移転もハイテクキャンパスで促進することができる。

## 組織

### 学部・学部附属機関
大学設立当初は、哲学部・法学部・医学部・神学部を備えていた。現在では、18学部に700人の教官を擁する学生数44,000人の総合大学となっている。学部は下記の通り組織されている。
- 01 カトリック神学部 (Katholisch-Theologische Fakultät)
  - カトリック神学科
  - 正教会研究所
- 02 福音主義神学部 (Evangelisch-Theologische Fakultät)
  - 福音主義神学科
- 03 法学部 (Juristische Fakultät)
  - 法学研究所
    - 民事法・民事訴訟法研究所
    - 政策・公法研究所
    - 刑事法学・法哲学・法情報総合研究所
    - 国際法研究所
    - レオポルト・ワーグナー法史学研究所

  - 法情報センター
  - 外国語専門用語センター
  - 法学部図書館
- 経営学部 (Fakultät für Betriebswirtschaft)
  - ミュンヘン経営学校
- 05 国民経済学部 (Volkswirtschaftliche Fakultät)
  - 経済学科
  - ミュンヘン経済研究科
  - 経済学センター（CES）
- 07 医学部 (Medizinische Fakultät)
  - Adolf-Butenandt研究所
  - 解剖学施設
  - 医学倫理・歴史・理論研究所
  - 免疫学研究所
  - Max-von-Pettenkofer衛生・医療微生物学研究所
  - 医用情報・生体計測・疫学研究所
  - 医学心理学研究所
  - 神経病理学研究所
  - 病理学研究所
  - Walther-Straub薬理学・毒物学研究所
  - 生理学研究所
  - 法医学研究所
  - 社会小児・青少年医学研究所
  - ミュンヘン大学病院
- 08 獣医学部 (Tierärztliche Fakultät)
  - 獣医学科
  - 獣医学臨床センター
- 09 史学・芸術学部 (Fakultät für Geschichts- und Kunstwissenschaften)
  - 史学科
  - 芸術学科
  - 音楽学科
- 10 哲学・科学哲学・宗教学部 (Fakultät für Philosophie, Wissenschaftstheorie und Religionswissenschaft)
- 11 心理学・教育学部 (Fakultät für Psychologie und Pädagogik)
  - 心理学科
  - 教育・リハビリテーション学科
- 12 文化学部 (Fakultät für Kulturwissenschaften)
  - 文化・古代学科
    - エジプト学研究所
    - アッシリア学・ヒッタイト学研究所
    - ビザンチン美術・ビザンチン美術史・ネオギリシャ研究所
    - 経験文化・ヨーロッパ民族学研究所
    - 民族学研究所
    - 異文化コミュニケーション研究所
    - 古典考古学研究所
    - 中近東研究所
    - 近東考古学研究所
    - 先史・初期考古学・地方ローマ考古学研究所

  - アジア学科
    - インド・チベット学
    - 日本センター
    - 中国学研究所
- 13 言語学・文学部 (Fakultät für Sprach- und Literaturwissenschaften)
  - 第Ⅰ学科 - ドイツ文学・国際ドイツ語学・北欧学・比較文学
  - 第Ⅱ学科 - ギリシャ・ラテン・ローマ・イタリア・スラブにおける哲学・言語・コミュニケーション
  - 第Ⅲ学科 - 英米文学
- 15 社会学部 (Sozialwissenschaftliche Fakultät)
  - ショル兄妹 (Geschwister-Scholl) 政治研究所 (GSI)
  - 社会学科
  - コミュニケーション・メディア研究科
- 16 数学・情報学・統計学部 (Fakultät für Mathematik, Informatik und Statistik)
  - 数学学科
  - 情報学科
  - 統計学科
- 17 物理学部 (Fakultät für Physik)
- 18 化学・薬学部 (Fakultät für Chemie und Pharmazie)
  - 生化学科
  - 化学科
  - 薬学科（薬学研究センター）
- 19 生物学部 (Fakultät für Biologie)
  - 第Ⅰ生物学科
  - 第Ⅱ生物学科
- 20 地球科学部 (Fakultät für Geowissenschaften)
  - 地理学科
  - 地学・環境学科

公式のナンバリングでは06と14が欠番となっている。このうち06であった林学部 (Forstwissenschaftliche Fakultät) は1999年にミュンヘン工科大学に移転されており、14は13に併合された。工学系学部がないのは工学教育がミュンヘン工科大学で行われているからである。

### 大学附属研究所
- Adolf-Butenandt-Institut
- ArchaeoBioCenter
- Arnold Sommerfeld Center for Theoretical Physics (ASC)
- デジタルテクノロジー・マネジメントセンター (CDTM)
- Center for Integrated Protein Science Munich (CIPSM)
- ナノサイエンスセンター (CeNS)
- 応用政策研究センター (CAP)
- 情報・言語処理センター (CIS)
- ミュンヘン遺伝子センター
- バイエルン歴史研究所
- Lasky Center for Transatlantic Studies
- LMU Center for Leadership and People Management (CLPM)
- LMU Entrepreneurship Center (LMU EC)
- Meteorologisches Institut München (MIM)
- Munich Experimental Laboratory for Economic and Social Sciences (MELESSA)
- Munich-Centre for Advanced Photonics (MAP)
- ミュンヘン数理哲学センター (MCMP)
- Nanosystems Initiative Munich
- レイチェル・カーソン環境社会センター

## 施設
- 大学本館

ミュンヘン大学の本館（メインビルディング）はミュンヘン中心地の北側に位置し、すぐそばにはGeorgianum(神学校)、ルートヴィヒ教会、勝利の門 、バイエルン州立図書館がある。建物内部には多数の講堂、ゼミ教室、Audimax大講義室、大講堂、白バラ記念館、大学行政の一部がある。建物の前は、白バラ運動にちなみ「ショル兄妹広場」と名付けられ、地面には当該ビラのレプリカが見えるように埋められている。地下鉄3号線・6号線の大学(Universität)駅に直結している。
Lichthof(光の間)

大学本館 (Hauptgebäude)

本館に入った正面にある広い空間。白バラでショル兄妹がビラをばら撒いた場所である。
- 教育・研究棟

本館とそのすぐ周囲には、数多くの施設と主にカトリック神学部、福音主義神学部、法学部、経営学部、経済学部、史学・芸術学部、哲学・科学哲学・宗教学部、言語学・文学部、文化学部、 数学・情報学・統計学部の研究所がある。エングリッシュガーテンの東側に位置する研究棟には、情報学研究所の大部分と、政治学研究所が入っている。また、日本センターとその他の小さな施設もここに見られる。
- 大学史料館
- 大学図書館

本館の南棟には大学図書館があり、その所蔵には他の13の場所と合わせて470万冊以上の蔵書が含まれている。それとは別に各学部付属図書館にて専門書が収集されている。また、レオポルト通りには教科書を集めた図書館があり貸出可能となっている。図書館に入るためには、カバンをロッカーに預ける必要があり、飲食物の持ち込みも禁止である。
- 大学病院

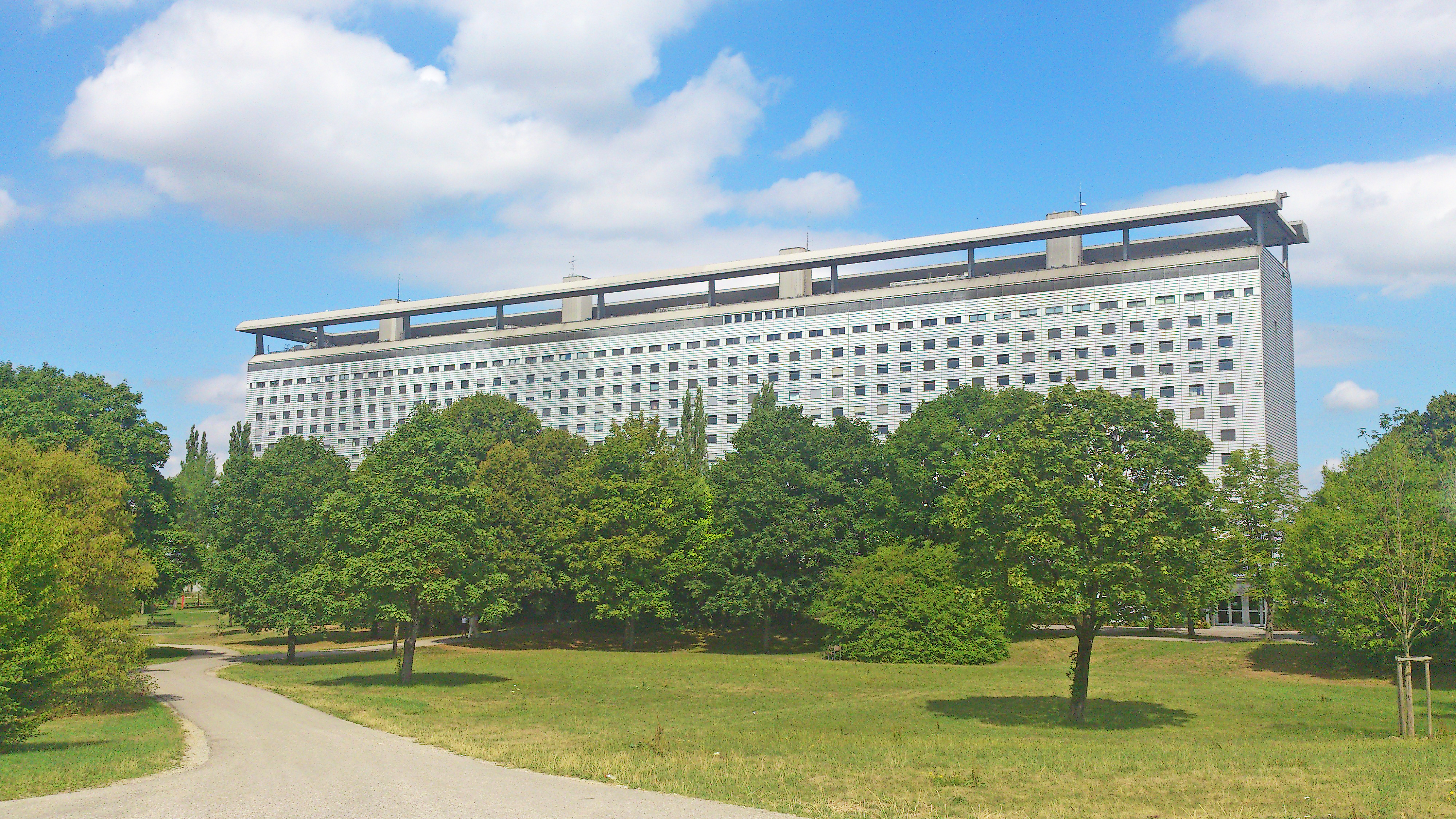
大学病院Großhadern

ミュンヘン大学の大学病院は、市街地キャンパスと市内南部のグロースハーダーンの２か所に設備を持っている。
- 学食

学食(Mensa)は、Studierendenwerk Münchenによって運営されている。レオポルト通りメンザは、地下鉄Giselastraße駅を出てすぐの場所にある。
- Uni-Shop

大学公式グッズが販売されている。校章入りのマグカップ、パーカー、文房具などを購入することが可能である。Giselastraße駅直結の建物の中にあり、学食 (Leoportstraße) の建物の隣に位置する。

## 教育と研究
ミュンヘン大学は、ハイデルベルク大学やベルリン大学と並ぶ国内最高水準の教育と研究力を誇り、世界各国から多くの留学生や研究者が集まる最も権威のある学術機関の一つである。この点、各世界大学ランキングにおいて、ミュンヘン工科大学やハイデルベルク大学等と国内首位の座を常に争っている。また、ヨーロッパ研究大学連盟（LERU）に加盟している。

### 専攻
ミュンヘン大学は、学士・修士・博士の課程において約150の専攻を提供している。ドイツでは、伝統的なディプロームやマギスターから国際的な学士・修士へのシステムへの移行であるボローニャプロセスが進行している。ミュンヘン大学では100以上の専攻で主専攻と副専攻の組み合わせによる学位取得プログラムが提供されている。
- 学士課程
  - 学士（Bachelor）
- 修士課程
  - 修士（Master）ディプローム・マギスターに代わる新しい制度下において与えられる学位。
- ディプローム課程
  - ディプローム（Diplom Universität）一般的な理系科目に与えられる修士相当の伝統的学位。
- マギスター課程
  - マギスター（Magister Artium）一般的な文系科目に与えられる修士相当の伝統的学位。
- 国家試験課程
  - 一次司法国家試験
  - 医師国家試験
  - 薬学国家試験
  - 歯学国家試験
  - 教職（小学校、中学校、基幹学校、実業高校、高等学校、特別学校、専門学校等）
- 大学院・博士課程（Aufbau- und Promotionsstudiengänge）
  - 法学マギスター Magister Legum (postgradual)
  - ジャーナリズム Praktischer Journalismus (postgradual)
  - カノン法・カトリック神学 Lizentiat (postgradual)
  - その他研究課程学位・証明書プログラム
  - 博士 (Promotion)
- その他
  - 神学試験 Kirchl. Prüfung Ev., 神学マギスターMagister (modularisiert)

### エクセレント・イニシアチブ
ドイツ連邦政府による「エクセレント・イニシアチブ」に指定されている。すなわち、エリート大学という評価を受け、多くの研究資金を得ている。2006年の開始以来、継続して選出されていて2019年にも再選出された。

### 学費
2024年10月以降、国籍がEU圏内またはシェンゲン協定国の学生の学費は無料で、それ以外の学生には学費支払義務が生じることとなった。この措置は2023年1月に新規立法された「バイエルン州の大学イノベーション法」に基づく。国籍によって支払義務が生じる事になった背景はミュンヘン工科大学の「学費」参照。

### 主要世界大学ランキング
- TIMES世界大学ランキング (2019年) :ドイツ1位
- QS世界大学ランキング (2020年)：ドイツ2位 （首位はミュンヘン工科大学）
- 上海交通大学による世界大学ランキング(2019年)：ドイツ2位 （首位はハイデルベルク大学）
- USニューズ&ワールド・レポート2019：ドイツ１位

## 大学関係者
これまでに、42人の大学関係者がノーベル賞を受賞している。

### ノーベル文学賞
- トーマス・マン（1929年受賞、元学生）

### ノーベル物理学賞
- ラインハルト・ゲンツェル (2020年受賞、1988年から名誉教授)
- テオドール・ヘンシュ　(2005年受賞、1986年から教授)
- ゲルト・ビーニッヒ（1986年受賞、1987年から名誉教授、IBM物理グループのディレクター（1987年から1995年））
- ハンス・ベーテ（1967年受賞、博士号）
- ヴォルフガングパウリ（1945年受賞、博士号）
- ヴェルナー・ハイゼンベルク（1932年受賞、博士号）
- グスタフ・ヘルツ（1926年、学生1907-1908）
- ヨハネス・シュタルク（1919年、博士号）
- マックス・プランク（物理学者。ミュンヘン大学で博士号を取得。）
- マックス・フォン・ラウエ（物理学者。1901-02年ミュンヘン大学学生、1909年私講師、名誉博士号）
- ウィルヘルムウィーン（1911年受賞、1920年から物理学教授）
- ヴィルヘルム・コンラッド・レントゲン（1901年受賞、1900年から教授長）

### ノーベル医学生理学賞
- ギュンター・ブロベル（1999年受賞、ミュンヘン大学で医学を学んだ）
- バート・サクマン（1991年受賞、医学助手1968、MD 1974 ）
- カール・フォン・フリッシュ（1973年受賞、学生、1910年から助手、1925年から教授）
- Feodor Lynen（1964年受賞、1930年からの学生、1937年3月博士、1947年からの教授）
- ハンス・アドルフ・クレブス（1953年、1921年、1923年）
- オットー・ロエウィ（1936年受賞、学生）
- ハンス・シュペマン（1935年受賞、1893-1894年ミュンヘン大学で臨床研修）

### ノーベル化学賞
- ゲルハルト・エルトル（2007年受賞、学生1958-1959、教授1973-1986）
- Hartmut Michel（1988年受賞、学生ラボ作業1972/73年）
- エルンスト・オットー・フィッシャー（1973年受賞、1957-1959年教授、1972年名誉博士号）
- オットー・ハーン（1944年受賞、博士課程の学生）
- アドルフ・ブーテナント（1939年受賞、教授）
- リヒャルト・クーン（1938年受賞、博士号）
- ピーター・デバイ（1936受賞、博士号）
- ハンス・フィッシャー（1930年受賞、MD 1908）
- ハインリッヒヴィーラント（1927年受賞、PhD）
- リヒャルト・ジグモンディ（1925年受賞、教授）
- リチャード・ウィルスタッター（1915年受賞、卒業および博士号）
- エドゥアルト・ブフナー（1907年受賞、博士号および教授）
- アドルフ・フォン・バイヤー（1905年受賞、教授）
- エミール・フィッシャー（1902年受賞、教授1875-1881）

### 政治家
- コンラート・アデナウアー（西ドイツの初代連邦首相（1949年から1963年）。ミュンヘン大学で学んでいる）
- テオドール・ホイス（西ドイツの初代連邦大統領（1949年から1959年））
- グスタフ・ハイネマン（政治家。第３代連邦大統領（1969年から1974年））
- カール・カルステンス（第5代連邦大統領。その前にはドイツ連邦議会議長（1976年から1979年）を務めた）
- ローマン・ヘルツォーク（法学者・政治家。元ドイツ連邦憲法裁判所長官（1987から1994年）、第7代連邦大統領（1994年から1999年））

### その他
- マックス・ヴェーバー（社会学者。ミュンヘン大学の教授であった。）
- ハンス・ショル（白バラ抵抗運動のメンバーの一人。非暴力によってナチス・ドイツに抵抗した）
- ゾフィー・ショル（白バラ抵抗運動のメンバーの一人。非暴力によってナチス・ドイツに抵抗した。ハンス・ショルの妹）
- シュテファン・ヴィリッヒ - シャリテー教授、医師、ワールド・ドクターズ・オーケストラの創設者、指揮者
- ジョン・パイパー（アメリカ合衆国改革派の牧師）
- ゲルハルト・フィッシャー（西ドイツの外交官。インドにおけるハンセン病患者支援活動でガンディー平和賞を受賞した）
- エフゲニー・パシュカーニス（ソヴィエト連邦の法学者。マルクス主義者でソ連憲法起草者の一人）
- アルフレート・プリングスハイム（数学者。トーマス・マンの義父）
- エルンスト・ユンガー（軍人、作家、思想家）

### 日本関係者
日本人留学生も少なくなく、ミュンヘン大学博士号取得者の中で、過去現在日本で活躍している人文社会科学思想理科系の学者としては、
- 福田徳三（新歴史学派経済学）
- 坂口ふみ（中世思想研究）
- クラウス・リーゼンフーバー（中世思想研究、哲学）
- 大橋良介（哲学）
- 大貫隆（聖書神学）
- 山口一郎（現象学）
- 山脇直司（社会思想史、公共哲学）
- 関根清三（宗教学、倫理学）
- 加藤守通（西洋教育史）
- 奥田潔（獣医学）
- 菊地重仁（ヨーロッパ初期中世史）

などが挙げられる。

## 対外関係
協定校（日本）
- 東京大学
- 上智大学
- 早稲田大学
- 筑波大学
- 千葉大学
- 中央大学
- 同志社大学
- 福岡女子大学
- 学習院女子大学
- 一橋大学
- 北海道大学
- 北陸先端科学技術大学院大学
- 東京慈恵会医科大学
- 鹿児島大学
- 神戸市外国語大学
- 京都大学
- 国士舘大学
- 九州大学
- 帯広畜産大学
- 大阪大学
- 埼玉大学
- 滋賀大学
- 駿河台大学
- 大正大学
- 富山大学

## その他
第二次世界大戦中、ドイツ国内における反ナチス運動の一つである白いバラの活動がミュンヘン大学を中心として行われた。メンバーは大学の医学部生であり、大学内でのパンフレット配布の際に逮捕され、その後、死刑に処されている。一方で、ミュンヘン一揆が発生した土地柄、ニュルンベルク裁判において絞首刑となったヘルマン・ゲーリングやハンス・フランク、ヴィルヘルム・フリックといったナチス・ドイツの幹部を多く輩出した。また、トゥーレ協会の一員で、ナチ党にも深く関わっていた地政学者、カール・ハウスホーファーがその教鞭をとったこともある。